# Philipp W. Fabry

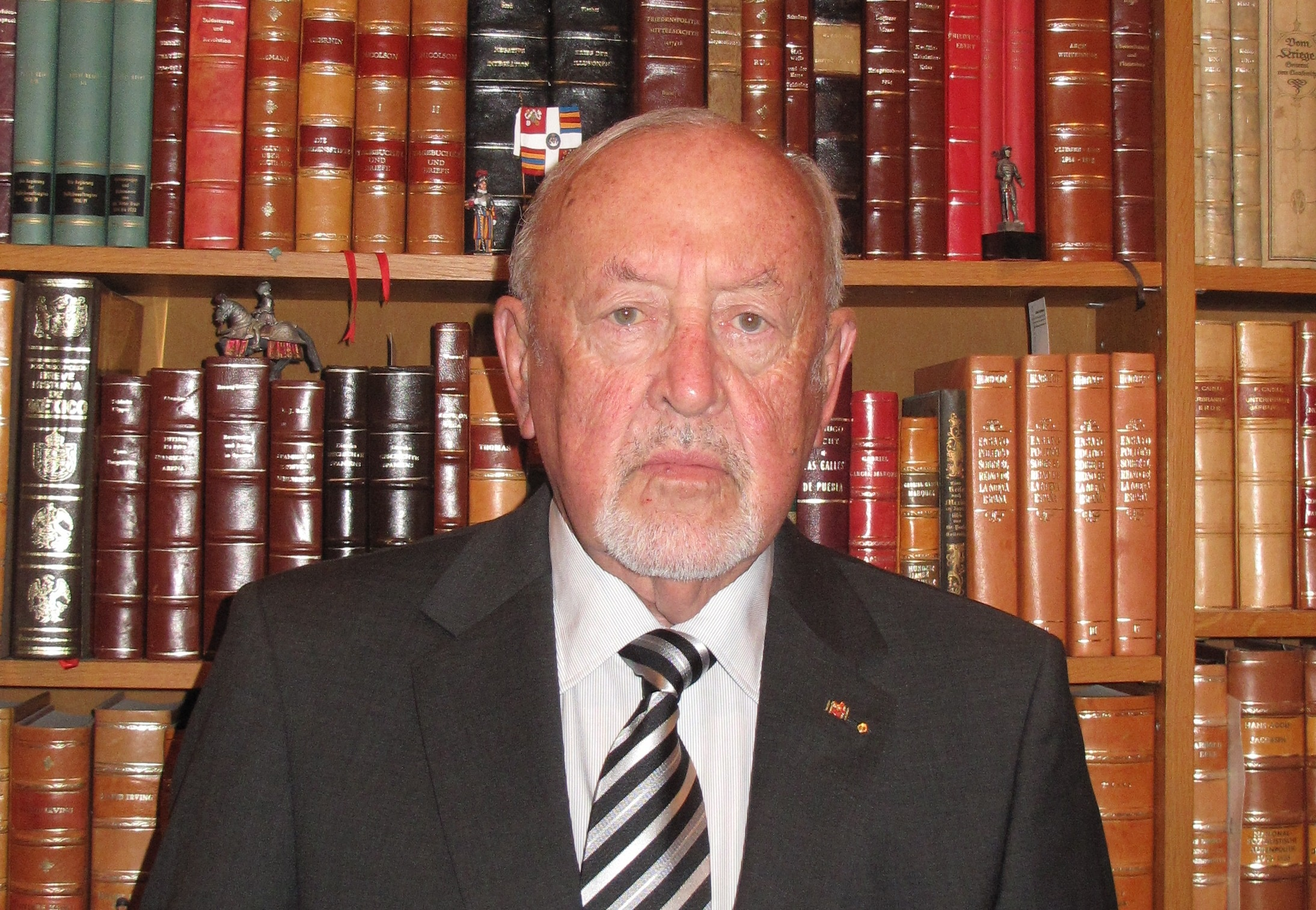
Philipp Fabry (2011)

Philipp Walter Fabry (* 14. Oktober 1927 in Speicher (Eifel)) ist ein deutscher Gymnasiallehrer, Historiker und Publizist und Verfasser zeithistorischer Bücher.

## Leben
Philipp W. Fabry wuchs in Köln auf und besuchte dort das Friedrich-Wilhelm-Gymnasium. 1943/44 war er Luftwaffenhelfer, später war er im Reichsarbeitsdienst. Im Ausbildungsbataillon der 6. Fallschirmjägerdivision kam er Ende März 1945 in die Niederlande, wo die bei Arnheim durchgebrochenen Kanadier aufgehalten werden sollten. Bei Zutphen verwundet, war Fabry von Mai bis Juli 1945 in englischer Kriegsgefangenschaft. Nach der Entlassung besuchte er vom Herbst 1945 bis zum Frühjahr 1947 das Hindenburg-Realgymnasium Trier. Nach dem französischen Zentralabitur begann er im Sommersemester 1948 an der Universität Mainz Geschichte, Germanistik, Kunstgeschichte und Geographie zu studieren. 1949 wurde er im Corps Hassia-Gießen zu Mainz aktiv. Zum Sommersemester 1952 wechselte er an die Universität Hamburg, wo er sich auch dem Corps Thuringia Jena anschloss. 1953 folgten das Erste Staatsexamen in Mainz, das Promotionssemester und das Studienseminar. Er absolvierte 1956 das Zweite Staatsexamen für das Höhere Lehramt und wurde in Mainz zum Dr. phil. promoviert.

### Schuldienst
Fabry war von 1956 bis 1960 Studienassessor am Regino-Gymnasium in Prüm und von 1960 bis 1962 Studienrat in Worms. 1962 ging er an die Deutsche Schule Barcelona. Er kehrte 1967 nach Deutschland zurück und wurde Oberstudienrat am Saarland-Kolleg in Saarbrücken. Beim Congress des Kösener Senioren-Convents-Verbands 1970 in Würzburg hielt er den Festvortrag. Für den AHSC Saarbrücken war er von 1972 bis 1976 Erster Vorsitzender des Verbandes Alter Corpsstudenten. 1971–1975 leitete er als Oberstudiendirektor das Aufbaugymnasium in Jägersfreude und das Gymnasium in Dudweiler. 1975–1980 war er Schulleiter der Deutschen Schule Teheran mit etwa 2.000 Schülern. Nach der Auflösung der Anstalt im Zuge der Islamischen Revolution leitete Fabry die Deutsche Botschaftsschule Teheran bis zum Sommer 1983. Anschließend kehrte er nach Deutschland zurück und übernahm das Gymnasium am Rotenbühl in Saarbrücken. Im Sommer 1986 übernahm er die Leitung der größten deutschen Auslandsschule, des Colegio Alemán Alexander von Humboldt (Mexiko-Stadt). Er trat im August 1992 in den Ruhestand und wohnt seither in Bübingen.
Von 1993 bis 2007 stand er an der Spitze des 1986 gegründeten Stiftervereins Alter Corpsstudenten, der vorbildliche Corpsstudenten auszeichnet.
Mit seiner Frau Beatrice hat er zwei Kinder.

### Zeitgeschichte
Fabry gehört zu den frühen Vertretern der Präventivkriegsthese. In seinem Buch zum Deutsch-sowjetischen Nichtangriffspakt (1962) entwickelte er die Thesen von Alan J. P. Taylor weiter. Er stellte Adolf Hitler als lediglich reagierenden, pragmatischen Politiker ohne ideologisch motivierte Expansionspläne dar und betonte einseitig die aggressive sowjetische Außenpolitik. Sein Buch stieß auf scharfe Kritik und wurde fachwissenschaftlich ebenso wenig weiter beachtet wie eine erweiterte Neuauflage unter dem Titel Die Sowjetunion und das Dritte Reich aus dem Jahr 1971, in welcher Fabry erneut die längst widerlegte Präventivkriegsthese vertrat. In seinem Vorwort hatte Fabry dabei einen Zusammenhang mit der neuen Ostpolitik hergestellt. Man dürfe nicht, so Fabry, „aus Gründen der Opportunität den Schleier des Vergessens über eine ganze Ära bolschewistischer Expansionspolitik“ breiten. Der CSU–Vorsitzende Franz Josef Strauß zitierte dies in einer Bundestagsrede am 24. Februar 1972 anlässlich der Debatte über die Ostverträge.

## Veröffentlichungen
Fabry war langjähriger Autor von Radio-Features und Rezensent des Deutschlandfunks und der Deutschen Welle. Er war freier Mitarbeiter der Frankfurter Allgemeinen Zeitung und schrieb eine regelmäßige Glosse zum Zeitgeist in CORPS – das Magazin.

### Neuere Geschichte
- Der Hitler-Stalin-Pakt. Ein Beitrag zur Methode sowjetischer Außenpolitik, Darmstadt 1962.
  - Italienische Übersetzung bei Mondadori: Il patto Hitler–Stalin 1939–1941. Il Saggiatore 1965.
  - Il patto Hitler-Stalin 1939–1941. Res gestae, Mailand 2019, ISBN 978-88-6697-256-3[8]
- Balkanwirren 1940/41. Diplomatische und militärische Vorbereitung des deutschen Donauübergangs, Beiträge zur Wehrforschung IX/X, Wehr und Wissen Verlagsgesellschaft mbH, Darmstadt 1966.
- Mutmaßungen über Hitler. Urteile von Zeitgenossen, 2. Auflage. Düsseldorf 1969, 1980
- Die Sowjetunion und das Dritte Reich. Eine dokumentierte Geschichte der deutsch-sowjetischen Beziehungen 1933–1941, Prolegomena von Ernst Deuerlein. Stuttgart 1972.
- Entscheidung in Persien. Der britisch-sowjetische Einmarsch 1941 und das Schicksal der deutschen Kolonie. Damals, Januar 1986, S. 56 ff.
- Die Sowjetunion und das Deutsche Reich 1917–1945, in: Tausend Jahre Nachbarschaft. Rußland und die Deutschen. München 1988.
- Bartholomäus Koßmann: Treuhänder der Saar 1924–1935. Merzig 2011, ISBN 978-3-938823-99-6.
- Geschichte des Corps Hassia 1965–2015. D. & L. Koch Verlag, Wachtberg 2015. ISBN 978-3-9815935-1-8.
- Aus der Zeit gefallen. Eine Sammlung aller in den Jahren 2001–2018 als „(Un)Zeitgemäße Betrachtungen“ im Corps-Magazin erschienenen Glossen nebst ausgewählten Leserbriefen. D. & L. Koch Verlag, Wachtberg 2015. ISBN 978-3-948899-02-8

### Iran und Mexiko
- Iran, die Sowjetunion und das kriegführende Deutschland im Sommer und Herbst 1940, Göttingen 1980
- Zwischen Schah und Ayatollah. Ein Deutscher im Spannungsfeld der iranischen Revolution, Darmstadt 1983
- Viva Zapata! Volksheld und Opfer der mexikanischen Revolution. Eine Biographie, Darmstadt 1990

### Wirtschaft
- Ein Jahrhundert Volksbank Saarbrücken eGmbH (vormals Vereinsbank). Grenzlandschicksal einer mittelständischen Bank 1873–1973, Saarbrücken 1973
- Bewährung im Grenzland. Genossenschaftsarbeit an der Saar von 1860 bis zur Gegenwart, Saarbrücken 1986
- Die Geschichte des Genossenschaftsverbandes Rheinland e. V. und seiner Rechtsvorgänger, Köln 1989
- Das saarländische Handwerk und seine Organisationen in Geschichte und Gegenwart, Saarbrücken 1999
- Bauen im Grenzland an der Saar. 100 Jahre Arbeitgeberverband der Bauwirtschaft, Saarbrücken 2000

## Auszeichnungen
- Eisernes Kreuz II. Klasse
- Verwundetenabzeichen in Schwarz
- Silberschale des Verbandes Alter Corpsstudenten (1976)
- Verdienstorden der Bundesrepublik Deutschland, Bundesverdienstkreuz 1. Klasse (1984), „für besonderen Einsatz für Deutsche im revolutionären Iran unter erschwerten Bedingungen“[4]
- Wachenburg-Medaille des Weinheimer Verband Alter Corpsstudenten (2006)
- Ehrenmitglied des Stiftervereins Alter Corpsstudenten (2006)
- Silberschale des Verbandes Alter Corpsstudenten (2007)